# Pterocaesio monikae
Pterocaesio monikae is een straalvinnige vissensoort uit de familie van fuseliers (Caesionidae). De wetenschappelijke naam van de soort is voor het eerst geldig gepubliceerd in 2008 door Allen & Erdmann.